# مانابو یاماشیتا
مانابو یاماشیتا (انگلیسی: Manabu Yamashita؛ زادهٔ ۴ فوریهٔ ۱۹۸۹) بازیکن هاکی روی چمن اهل ژاپن است.